# Schloß Frankenberg
Schloß Frankenberg (fränkisch: Fronggabärch) ist ein Gemeindeteil der Gemeinde Weigenheim im Landkreis Neustadt an der Aisch-Bad Windsheim (Mittelfranken, Bayern). Die Gemarkung Schloß Frankenberg hat eine Fläche von 7,724 km². Sie ist in 239 Flurstücke aufgeteilt, die eine durchschnittliche Fläche von 32316,32 m² haben.

## Lage
Der Weiler besteht aus dem Schloss Frankenberg mit der Meierei und der Burgruine Hinterfrankenberg und vier Wohngebäuden, darunter der Mathildenhof. Das Schloss liegt exponiert am Rand eines ausgedehnten Waldgebietes. Ein Anliegerweg führt unmittelbar westlich zur  Kreisstraße NEA 42/KT 1 nach  Nenzenheim zur Staatsstraße 2418 (3,8 km nordöstlich) bzw. nach Reusch (2,5 km südlich).

## Geschichte
Die heutige Burgruine Hinterfrankenberg wurde 1225 als „Frankenberg“ erstmals urkundlich erwähnt. Sie wurde vom Hochstift Würzburg errichtet. Etwas später wurde von den Nürnberger Burggrafen in unmittelbarer Nähe ebenfalls eine Burg, das heutige Schloss Frankenberg, errichtet. Sie wurde 1256 als „Franque(n)bourc“ erstmals urkundlich erwähnt und später zur Unterscheidung von der bischöflichen Burg Schloß Vorderfrankenberg genannt. 1464 kam eine Schäferei hinzu. Gegen Ende des 18. Jahrhunderts war die Schäferei um einige Häuser zu einem „Dörfchen“ erweitert worden.
Von 1797 bis 1808 unterstand Schloß Frankenberg dem preußischen Justiz- und Kammeramt Uffenheim. 1806 kam der Ort an das Königreich Bayern. Mit dem Gemeindeedikt (frühes 19. Jahrhundert) wurde Schloß Frankenberg dem Steuerdistrikt Nenzenheim und der Ruralgemeinde Geckenheim zugewiesen. Spätestens 1837 entstand die Gemeinde Frankenberg. Zu dieser gehörten Doktormühle, Jackenmühle, Julianahof, Merkleinsmühle, Rothmühle und Ziegelhütte. Diese wurde vor 1846 aufgelöst: Doktormühle, Jörgleinsmühle, Merkleinsmühle und Rothmühle kamen wieder zur Gemeinde Ippesheim, Frankenberg, Julianahof und Ziegelhütte zur Gemeinde Geckenheim. Am 1. Juli 1972 wurde Schloß Frankenberg im Zuge der Gebietsreform in Bayern nach Weigenheim eingegliedert.

### Baudenkmäler
In Schloß Frankenberg gibt es acht Baudenkmäler:
- Burgruine Hinterfrankenberg
- Privatfriedhof mit Monopteros
- Auf dem Luisenberg Luisensäule, Grabmal von Karl Ludwig von Pöllnitz und Wasserablass
- Steinkreuz
- Haus Nr. 1, 2: Schloss Frankenberg
- Haus Nr. 3: Wirtschaftshof

### Einwohnerentwicklung
| Jahr      | 001799 | 001818 | 001836 | 001840 | 001861 | 001871 | 001885 | 001900 | 001925 | 001950 | 001961 | 001970 | 001987 |
| Einwohner | 58     | 76     | 71     | 43     | 59     | 49     | 41     | 62     | 58     | 71     | 29     | 17     | 24     |
| Häuser    |        | 16     | 9      | 8      |        |        | 7      | 11     | 12     | 6      | 8      |        | 5      |
| Quelle    | [ 8 ]  | [ 9 ]  | [ 11 ] | [ 12 ] | [ 16 ] | [ 17 ] | [ 18 ] | [ 19 ] | [ 20 ] | [ 21 ] | [ 22 ] | [ 23 ] | [ 2 ]  |

## Religion
Der Ort ist evangelisch-lutherisch geprägt und nach St. Georg (Geckenheim) gepfarrt.